# اس‌اس ترانسیلوانیا (۱۹۱۴)
اس‌اس ترانسیلوانیا (۱۹۱۴) (به انگلیسی: SS Transylvania (1914)) یک زیردریایی است که طول آن ۵۴۸٫۳ فوت (۱۶۷٫۱ متر) می‌باشد. این زیردریایی در سال ۱۹۱۴ ساخته شد.